# Kaze ni kienaide
«Kaze ni kienaide» es el cuarto sencillo de la banda japonesa L'Arc~en~Ciel, perteneciente al álbum True. Fue promocionado en el programa musical Music Park y en Moretsu Asia Tarou y su lado b «I'm so happy» es la primera canción donde Hyde apoya la música con una segunda guitarra eléctrica. Ambas fueron interpretadas en versión acústica en el programa Tanabata Special.
En 2006 los primeros 15 sencillos del grupo fueron reeditados en formato de 12cm y no el de 8cm original. 

## Lista de canciones
| N.º | Título                                 | Letras | Música | Duración |  |
| 1.  | «Kaze ni Kienaide»                     | Hyde   | Tetsu  |          |  |
| 2.  | «I'm so happy»                         | Hyde   | Hyde   |          |  |
| 3.  | «Kaze ni Kienaide (Voiceless Version)» |        | Tetsu  |          |  |